# Антремон, Филипп
Филипп Антремон (фр. Philippe Entremont; род. 7 июня 1934[…], Реймс) — французский пианист и дирижёр.
Сын дирижёра и пианистки, Антремон окончил Парижскую консерваторию, где учился в том числе у Жана Дуайена и Маргерит Лонг. В 1951 г. занял пятое место на Конкурсе пианистов под патронатом Лонг (в 1953 г. получил там же вторую премию) и стал одним из первых лауреатов Международной музыкальной премии Харриет Коэн. В 1952 г., восемнадцатилетним, дебютировал в нью-йоркском Карнеги-холле с концертами Ференца Листа и Андре Жоливе, и с этого концерта началась его более чем 30-летняя успешная гастрольная карьера в качестве солиста.
В 1956 г. Антремон впервые выступил с Филадельфийским оркестром под управлением Юджина Орманди, в последующие несколько лет выпустил в этом же сопровождении несколько ярких записей, в том числе Рапсодию на тему Паганини Сергея Рахманинова. Несколькими годами позже записи Первого концерта Чайковского и Второго концерта Рахманинова с Нью-Йоркским филармоническим оркестром под управлением Леонарда Бернстайна также привлекли внимание специалистов.
В 1968 г. Антремон дебютировал как дирижёр, записав для фирмы Columbia Records 13-й и 17-й фортепианные концерты Вольфганга Амадея Моцарта в двойной роли — дирижируя парижским камерным оркестром «Collegium Musicum».
В 1976—1991 гг. Антремон возглавлял Венский камерный оркестр. Одновременно в 1980—1986 гг. он руководил Новоорлеанским симфоническим оркестром, а затем в 1986—1989 гг. Денверским симфоническим оркестром. Среди других оркестров, с которыми Антремон много работал, Израильский камерный оркестр и Симфонический оркестр Шанхайского радио и телевидения. С 2004 г. Антремон является главным приглашённым дирижёром Мюнхенского симфонического оркестра: в 2005 г. он руководил первыми в истории коллектива американскими гастролями, выступив при этом и как дирижёр, и как пианист.
С 2005 г. Антремон возглавляет Американскую консерваторию в Фонтенбло.